# Колыбельная песня

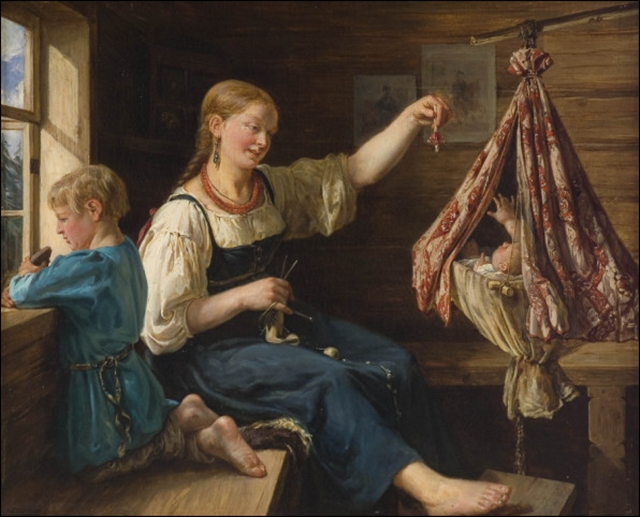
«Колыбельная песня».
Ф. Рисс, ранее 1886

Колыбельная песня — песня, исполняемая матерью или нянькой при укачивании ребёнка; особый лирический жанр, популярный в народной поэзии.
Один из древнейших жанров фольклора. В традиционной народной культуре колыбельная песня могла выполнять магическую охранную функцию (например, изображали смерть ребёнка, чтобы защитить его от реальной смерти). В основном колыбельную поёт мать своему ребёнку. У всех народов колыбельная не требует каких-либо инструментов для её исполнения, достаточно только голоса.

## Описание

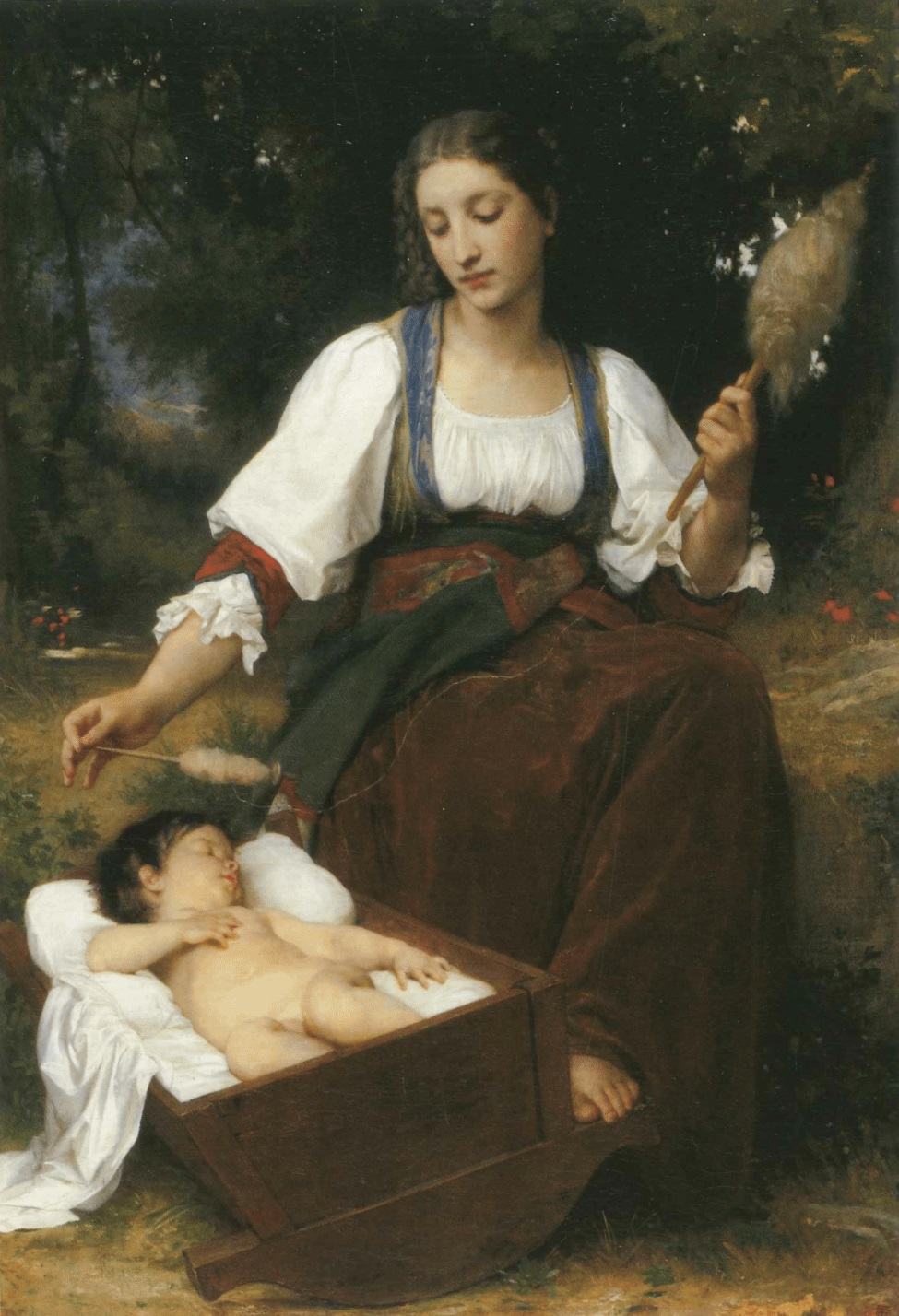
«Колыбельная песня».
А. Бугро

Колыбельные песни обнаруживают стилистическое сходство с обрядовыми жанрами музыкального фольклора, в первую очередь с плачами.
В данном жанре сохранились элементы заговора-оберега. Люди верили, что человека окружают таинственные враждебные силы, и если ребёнок увидит во сне что-то плохое, страшное, то наяву это уже не повторится. Вот почему в колыбельной можно найти «серенького волчка» и других пугающих персонажей. У сербов считалось, что колыбельные песни защищают ребёнка от порчи. Позже колыбельные песни утрачивали магические элементы, приобретали значение доброго пожелания на будущее.
Колыбельная — песня, с помощью которой убаюкивают ребёнка. Поскольку песня сопровождалась мерным покачиванием ребёнка, в ней очень важен ритм.
Целый цикл колыбельных связан с образом домашнего кота. Кот (кошка), как и заяц, оказывает благотворное влияние на сон. Поэтому образ кота часто встречается в детских колыбельных песнях.

Вы коты, коты, коты,

У вас жёлтые хвосты.

Вы коты, коты, коты,

Принесите дремоты.

Лес в русских колыбельных песнях выступает как опасное место, куда грозят унести ребенка:

…Придёт серенький волчок,

Хватит Нину за бочок

И потащит во лесок,

Под ракитовый кусток.

Там волки воют…

Поскольку повсеместно считается, что ребенок растёт во сне, тема роста оказывается одной из основных в колыбельных песнях (ср. «уж ты спи по ночам, ты расти по часам»).
Для традиционной казахской колыбельной типичны пожелания ребёнку на будущее, например, «будешь ли ты батыром, будешь ли ты кузнецом, будешь ли ты красноречивым мудрецом…».

## Список популярных колыбельных песен
- Спят усталые игрушки, передача Спокойной ночи, малыши!
- Спать пора, фильм «Чародеи»
- Спи, моя радость, усни
- За печкою поет сверчок, Долгая дорога в дюнах
- Баю-баюшки-баю